# Diecéze Caltagirone
Diecéze Caltagirone (latinsky Dioecesis Calatayeronensis) je římskokatolická diecéze na italské Sicílii, která tvoří součást Církevní oblasti Sicílie. Je sufragánní vůči arcidiecézi Katánie.

## Stručná historie
Diecéze Caltagironevznikla v souvislosti se záměrem rozšíření počtu sicilských diecézí, který králi Ferdinandovi I. přeložil sicilský parlament v roce 1778. Kvůli vnějším i vnitřním politickým podmínkám nakonec došlo k založení diecéze až v roce 1816. Nová diecéze byla podřízena jako sufragánní metropoli v Monreale, i přesto, že většina jejího území byla vzata právě z území diecéze Syrakusy.